# Haardtrand – Am Wingertsberg
Das Naturschutzgebiet Haardtrand – Am Wingertsberg liegt im Landkreis Südliche Weinstraße in Rheinland-Pfalz. Das etwa 19 ha große Gebiet, das im Jahr 1992 unter Naturschutz gestellt wurde, erstreckt sich direkt am nördlichen Rand der Ortsgemeinde Sankt Martin. Am südlichen Rand des Gebietes verläuft die Landesstraße 514, unweit südlich fließt der Kropsbach.